# 林岑施托克山
46°40′59″N 8°38′7″E / 46.68306°N 8.63528°E

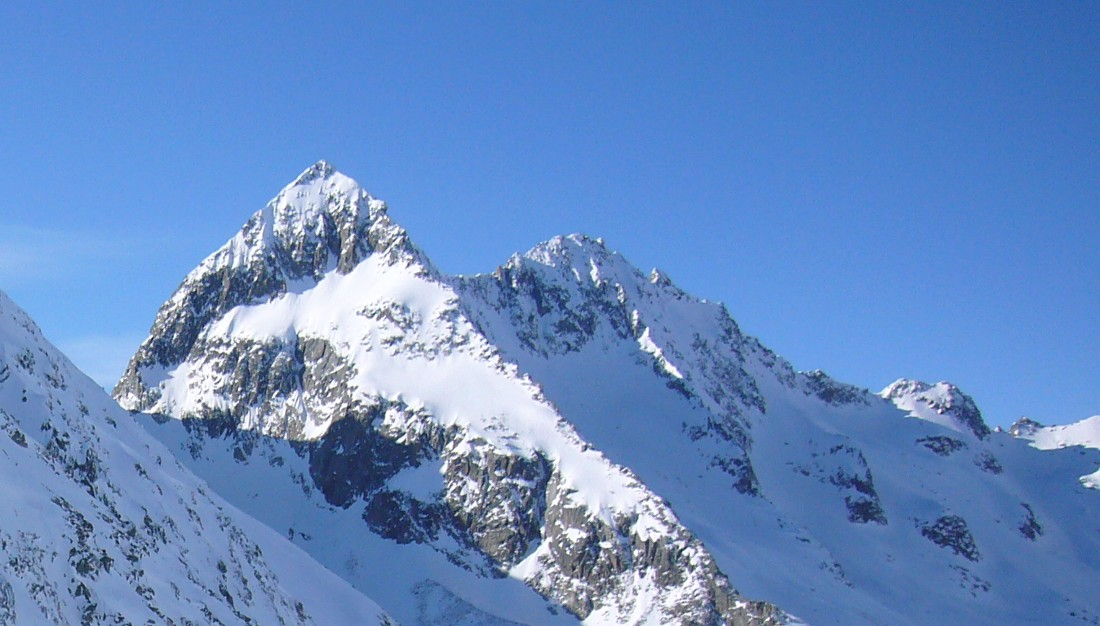

林岑施托克山（Rienzenstock），是瑞士的山峰，位於該國中部，由烏里州負責管轄，屬於格拉魯斯山的一部分，海拔高度2,962米，每年平均降雨量2,385毫米。